# 思茅专区
思茅专区，云南省已撤消的专区。1950年置宁洱专区，1951年改名为普洱专区，1953年改名思茅专区。在今云南省西南部，1970年改称思茅地区。

## 沿革
1950年4月，置宁洱专区，辖宁洱（今宁洱哈尼族彝族自治县）、思茅（今普洱市思茅区）、六顺、车里（今景洪市）、镇越、佛海、南峤、景谷、景东、镇沅、墨江、江城、澜沧、宁江（设治局改设）14县及沧源设治局。专员公署驻宁洱县。
1951年4月，更名为普洱专区，宁洱县更名为普洱县。1952年11月，沧源设治局划归缅宁专区，并改设沧源县。
1953年3月，专员公署迁治思茅县，并改名思茅专区。4月，撤销澜沧县，设立澜沧拉祜族自治区；7月，撤销宁江县；11月，撤销六顺县。
1954年5月，撤销江城县，改设江城（县）哈尼族彝族自治区；设立孟连傣族拉祜族卡佤族自治区；9月，车里、佛海、南峤、镇越四县划归新设立的西双版纳傣族自治区（地级）。至此，思茅专区辖6县、3自治区。
1955年，江城哈尼族彝族自治区改为江城哈尼族彝族自治县。1月，将原澜沧县所辖的西盟山区暂时委托澜沧拉祜族自治区领导。
1956年10月，以西盟山区设立西盟县，由专区直接领导（未正式成立）。1957年10月，撤销思茅专区，辖区划归西双版纳傣族自治州（实际未执行，仍保留建制）。1958年11月，撤销思茅县；12月，撤销镇沅县（均于1960年9月正式确认）。1962年3月，恢复镇沅县。
1959年12月，将孟连傣族拉祜族佧佤族自治区改名为孟连傣族拉祜族佧佤族自治县；将澜沧拉祜族自治区改名为澜沧拉祜族自治县。
1963年9月，孟连傣族拉祜族佧佤族自治县改名为孟连傣族拉祜族佤族自治县；以西盟地区设立西盟佤族自治县（1965年3月正式成立）；思茅专区辖5县、4自治县。1964年，恢复思茅专区。1970年，改称思茅地区。